# Мокин, Никита Владимирович
Никита Владимирович Мокин (род. 14 марта 1992, Усть-Каменогорск) — казахстанский хоккеист, защитник.

## Биография
Воспитанник усть-каменогоского «Торпедо». Начинал играть за вторую команду, в составе которой провёл один матч в первой лиге России в сезоне 2008/09 и четыре матча в чемпионате Казахстана-2009/10. В сезоне 2009/10 также играл за команду Syracuse Jr. Stars в юниорской Empire Junior Hockey League. На драфте юниоров КХЛ 2010 года был выбран под 148 номером клубом «Авангард» Омск. В сезонах 2010/11 — 2012/13 выступал за команду «Омские ястребы» в МХЛ. 6 сентября 2013 года в гостевой игре против СКА (1:5) провёл единственный матч в КХЛ. В дальнейшем выступал за «Ермак» Ангарск (ВХЛ, 2013/14), «Арлан» (2014/15 — 2015/16) и ШКО (2015/16) в чемпионате Казахстана.
Чемпион МХЛ, обладатель Кубка Харламова (2012, 2013).
В составе сборных Казахстана участник чемпионатов мира среди юниоров (2009, 2010) и чемпионатов мира среди молодёжи (2010, 2011) в I дивизионе.